# O Resto É Silêncio
O Resto É Silêncio é um romance escrito por Érico Veríssimo e publicado em 1943.
O livro narra o suicídio de uma moça, que cai do décimo andar de um edifício em Porto Alegre. Vários personagens passam pelo local: Doutor Lustosa, um desembargador aposentado; Norival, um homem de negócios à beira da falência; Tônio Santiago, um romancista; Aristides Barreiro, um ex-deputado e rico advogado; "Sete", um vendedor de jornais; "Chicharro", um boêmio; e Marina, uma mulher angustiada. Descrevendo as reações dessas pessoas antes e após o suicídio, Érico Veríssimo analisa o comportamento humano, ao mesmo tempo que traça o perfil de uma época.
"The rest is silence" é uma famosa frase da peça Hamlet, de Shakespeare, dita pelo próprio Hamlet, à beira da morte. É traduzida para o português como “O resto é silêncio”, havendo uma ambiguidade no inglês quanto à palavra “rest”, que pode significar “resto” e “descanso”.